# 相良城
相良城（さがらじょう）は、遠江国榛原郡（現在：静岡県牧之原市）にあった日本の城。江戸時代の一時期には相良藩の藩庁が置かれた。

## 歴史

### 江戸中期まで
平安時代末期から鎌倉時代初頭にかけて、相良庄の武士・地頭である相良氏（肥後人吉城主の祖とされる）の館（相良館）が築かれていた。戦国時代、高天神城を攻略して遠江国の支配を図った武田勝頼は、相良に築城をおこなっている（相良古城）。
その後、遠江は天正年間に徳川家康の治めるところとなった。天正14年（1586年）、相良城は相良御殿とされ、家康の鷹狩りに用いられた。江戸時代に入ると相良陣屋として相良藩の藩庁が置かれ、本多氏3代、板倉氏1代、本多氏1代の城郭となっている。

### 田沼意次と近世相良城
近世の相良城は、明和4年（1767年）に田沼意次が築いたものである。
意次は御側御用取次であった宝暦8年（1758年）に江戸の呉服橋御門内に屋敷を与えられるとともに、相良1万石の領主となったが、この時の相良には城はなく陣屋のみあった。意次はその後、10代将軍徳川家治の信任を受けて老中として手腕をふるい、所領も加増を重ねた。明和4年（1767年）には家治の命によって神田橋御門内に屋敷を与えられ（この時から「神田橋様」と呼ばれることとなった）、築城を許可されて城主格となった。相良城の建設には翌年から取り掛かり11年間の月日を要した。意次は普請工事を家老の井上伊織に全て委ね、安永9年（1780年）の完成に合わせて62歳になった意次は検分の名目でお国入りを果たした。特に天守閣を築くことを許されており、縄張りを北条流軍学者の須藤治郎兵衛に任せ、三重櫓の天守閣を築いた。
相良城は萩間川、天の川を外堀として本丸、二の丸、三の丸から成り、その規模は東西500メートル、南北450メートルで約7万坪に及ぶ。三重櫓を中心に櫓は6基あり、三重の堀を廻らし、総石垣で、安永9年（1780年）12年の歳月をかけて完成した。田沼はその後もたびたび加増を受け、安永元年（1772年）には5万7000石を領することになる。
天明6年（1786年）、家治が没し、松平定信が老中になると意次は失脚、蟄居・減封が命じられた。天明7年（1787年）、退隠した意次から家督を継いだ田沼意明（意次の嫡孫）は、陸奥下村藩1万石に転出。相良城も廃城とされ、天明8年（1788年）に徹底的に破壊された。

### 田沼氏の復帰と相良陣屋
田沼意明の移封後、相良は天領となった。文政6年（1823年）、陸奥下村藩主・若年寄の田沼意正（意次の四男）が、相良に1万石の領主として復帰し、相良城跡に相良陣屋を構えた。明治元年（1868年）に田沼意尊（意正の孫）が上総小久保藩に移されるまで、相良陣屋は相良藩の藩庁として機能した。

## 遺構

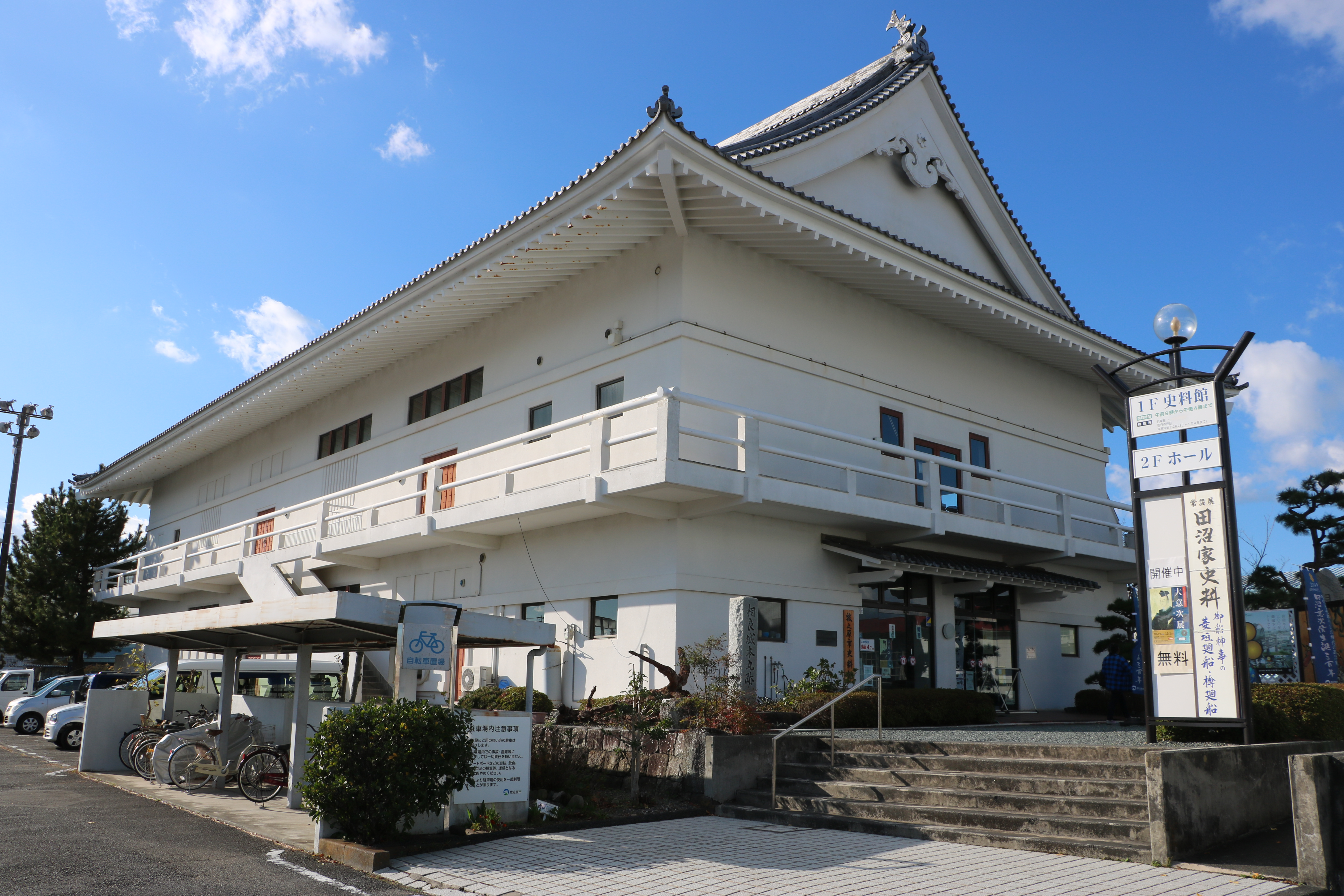
本丸跡に建つ牧之原市史料館（旧相良城史料館）

城跡は牧之原市役所相良支所、牧之原市史料館が本丸跡に、牧之原市立相良小学校が二の丸跡、静岡県立相良高等学校が三の丸跡にある。
天明2年（1782年）、御殿と書院を藤枝宿の中心地に位置した大慶寺庫裡に移築している。